# File Roller
File Roller es un gestor de archivos comprimidos («archivadores», en la terminología de GNOME) para el entorno de escritorio GNOME.

## Características
El gestor de archivos File Roller puede:
- Crear y modificar archivos.
- Ver el contenido de un archivo.
- Ver un fichero contenido en el archivo.
- Extraer ficheros del archivo.

## Formatos de fichero
File Roller admite los siguientes formatos de fichero:
(Nota: Se requieren programas motor. File Roller es solamente una interfaz)
- 7z (.7z)
- gzip (.tar.gz, .tgz)
- bzip (.tar.bz, .tbz)
- bzip2 (.tar.bz2, .tbz2)
- compress (.tar.Z, .taz)
- lzip (.tar.lz, .tlz)
- lzop (.tar.lzo, .tzo)
- Archivos Zip (.zip)
- Archivos Jar (.jar, .ear, .war)
- Archivos Lha (.lzh)
- Archivos Rar (.rar)
- Ficheros únicos comprimidos con gzip, bzip, bzip2, compress, lzip, lzop
- Imágenes ISO (.iso) (sólo lectura)